# Thoosa socialis
Thoosa socialis är en svampdjursart som beskrevs av Carter 1880. Thoosa socialis ingår i släktet Thoosa och familjen borrsvampar.
Artens utbredningsområde är havet utanför Indien. Inga underarter finns listade i Catalogue of Life.